# Manihot condensata
Manihot condensata är en törelväxtart som beskrevs av David James Rogers och Subramaniam Ganapthi Appan. Manihot condensata ingår i släktet Manihot och familjen törelväxter.
Artens utbredningsområde är Bolivia. Inga underarter finns listade i Catalogue of Life.